# Soulboy
Soulboy foi uma subcultura jovem inglesa da classe trabalhadora da década de 1970 e início dos anos 80. Fãs de soul americano e funk de raiz, a subcultura surgiu no noroeste da Inglaterra, como participantes do evento northern soul começaram a ter mais interesse no funk tradicional mais moderno e no jazz funk, que era a música feita por artistas como Lonnie Liston Smith e Roy Ayers, em vez de ocultar os registros do soul dos anos 60 que caracterizou a cena northern soul.
A subcultura surgiu em casas noturnas no sudeste da Inglaterra, como a The Goldmine na Ilha de Canvey e a The Royalty em Southgate. Havia vários DJs envolvidos com o desenvolvimento da cena soulboy incluindo Chris Hill, Robbie Vincent, Greg Edwards e Froggy. O Caister Soul Weekenders se tornou o principal evento da cena soulboy e existem até hoje. A subcultura casual que surgiu na década de 1980 foi fortemente influenciada pelos soulboys, incluindo o penteado com franjas laterais. Embora a cena soulboy fosse enorme pelo início dos anos 80, recebeu pouca cobertura da mídia, porque era centrada em torno do funk americano e pertencia em grande parte à classe trabalhadora. Portanto, receberam uma cobertura muito menor do que as demais culturas juvenis da classe média do mesmo período, nomeadamente os novos românticos.